# Paràsit cuallarg
El paràsit cuallarg (Stercorarius longicaudus) és una espècie d'ocell de la família dels estercoràrids (Stercorariidae) que habita tundra i erms de la zona circumpolar boreal, a Groenlàndia, Spitsbergen, nord d'Escandinàvia, Nova Terra, nord de Rússia fins a la península dels Txuktxis i Kamtxatka, Alaska, nord del Canadà continental i illes àrtiques canadenques.